# Luxatie

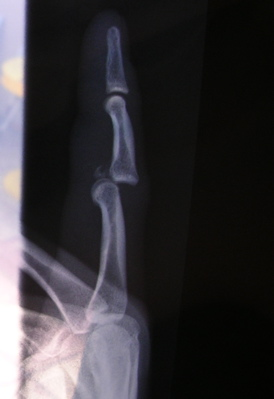
Luxatie van een vingerkootje

Luxatie ook wel ontwrichting of dislocatie is het uit de kom schieten van een gewricht. De gewrichten die het meest luxeren zijn de schouder en de vingerkootjes, maar ook andere gewrichten kunnen uit de kom raken. Er is bij een luxatie vaak schade aan de omliggende kapsels en banden rond het gewricht. Soms is er ook schade aan de zenuwen en bloedvaten en raakt het kraakbeen en/of gewrichtsoppervlak beschadigd. Een gedeeltelijke ontwrichting wordt een subluxatie genoemd.

## Verhoogde kans op luxaties
Bij mensen met een verlamming na een beroerte is een verhoogde kans op een schouderluxatie aanwezig.
Luxatie van een heup kan zich voordoen na het aanleggen een heupprothese. Heupluxatie kan men vermijden door de benen niet te kruisen, het been niet naar binnen te draaien en diep buigen te vermijden. Hoe groter de heupkop van een prothese, des te kleiner de kans op luxatie. Bij een luxatie dient men in het ziekenhuis de kop weer in de kom te brengen. Vaak is er tevens letsel ontstaan dat apart behandeld moet worden.
Daarnaast loopt men een verhoogd risico op luxaties bij de volgende bindweefselaandoeningen:
- syndroom van Ehlers-Danlos
- hypermobiliteitssyndroom
- syndroom van Marfan